# Fricativa velar sonora
La fricativa velar sonora es un sonido del habla humana representado en el Alfabeto Fonético Internacional por la grafía [ɣ] (una gamma minúscula, como la del alfabeto griego pero ligeramente modificada). Este fonema existe en muchas de las lenguas más habladas del mundo, entre ellas el español, el portugués, el gallego, el catalán y el vasco, en las cuales se presenta ocasionalmente como alófono de /ɡ/ cuando se encuentra entre vocales, por ej. <haga> ['a.ɣa], si bien la realización más habitual en esa posición es la aproximante velar sonora.

## Rasgos
- Su modo de articulación es fricativa, lo que significa que el sonido se produce constriñendo el paso del aire hasta un paso estrecho, produciendo una turbulencia audible.
- Es una consonante velar, lo que significa que se produce por aproximación del dorso de la lengua al velo de la boca, en el mismo lugar donde se pronuncia el sonido de /k/ en español.
- Su tipo de fonación es sonora, lo que significa que las cuerdas vocales vibran durante la articulación.
- Es una consonante oral, lo que significa que el aire escapa por la boca y no por la nariz.
- Es una consonante central, lo que significa que es producida permitiendo al aire fluir por encima de la lengua, en vez de por los lados.

## Ejemplos
| Idioma  | Palabra | AFI    | Significado |
| ------- | ------- | ------ | ----------- |
| Español | gato    | ɣato   | gato        |
| Árabe   | غريب    | ɣari:b | extraño     |
| Griego  | πάγος   | paɣos  | hielo       |

- Datos: Q654670